# بوبکر دیارا (بازیکن فوتبال، زاده ۱۹۷۹)
بوبکر دیارا (انگلیسی: Boubacar Diarra؛ زادهٔ ۱۵ ژوئیهٔ ۱۹۷۹) بازیکن فوتبال اهل مالی بود.
از باشگاه‌هایی که در آن بازی کرده است می‌توان به باشگاه فوتبال تی‌پی مازمبه، باشگاه فوتبال کایزرسلاوترن، باشگاه فوتبال لوتسرن، باشگاه ورزشی جولیبا، باشگاه فوتبال لیائونینگ، و باشگاه ورزشی فرایبورگ اشاره کرد.
وی همچنین در تیم ملی فوتبال مالی بازی کرده است.